# 硫酸镧
硫酸镧是一种无机化合物，化学式为La2(SO4)3。

## 制备
将氧化镧用稀盐酸溶解后，加入略过量的稀硫酸，再加入大量95%乙醇，析出八水合物结晶。
或者用尽可能少的稀硫酸直接和镧的氧化物、氢氧化物或碳酸盐反应，也能得到硫酸镧。